# Cyperus turbatus
Cyperus turbatus är en halvgräsart som beskrevs av Baijnath. Cyperus turbatus ingår i släktet papyrusar, och familjen halvgräs.
Artens utbredningsområde är KwaZulu-Natal. Inga underarter finns listade i Catalogue of Life.